# Liebfrauenkirche (Altenbochum)

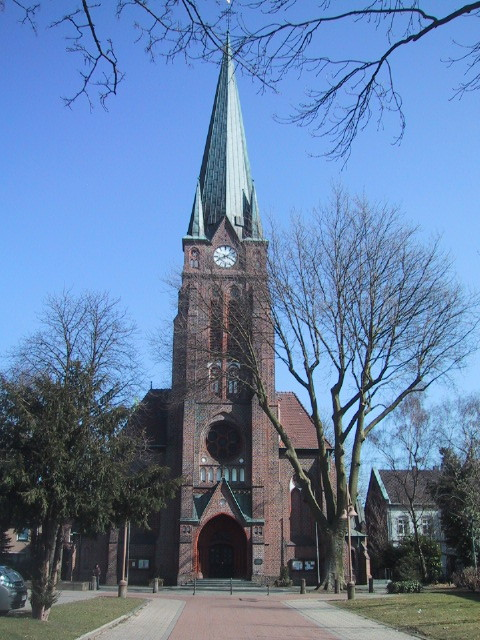
Pfarrkirche Liebfrauen

Die katholische Pfarrkirche Liebfrauen ist ein denkmalgeschütztes Kirchengebäude in Altenbochum, einem Teil des Stadtbezirkes Bochum-Mitte in Bochum (Nordrhein-Westfalen).

## Geschichte und Architektur
Die neugotische Stufenhalle mit Querhaus und Chor mit Fünfachtelschluss wurde von 1888 bis 1890 von Hermann Wielers in Backstein errichtet. Die Nebenchöre schließen flach. Die beiden westlichen Portalanbauten wurden 1898 angefügt. Der Turmhelm des Westturmes und der Dachreiter wurden nach der Zerstörung im Krieg erneuert. Der Bau ist durch Gruppenfenster und Strebepfeiler gegliedert. Am Turm und am Querhaus sind zusätzlich Blendfenster angebracht. Das Säulenportal im Westen, mit tiefem Gewände, ist von einem Wimperg bekrönt, darüber befindet sich ein Rosenfenster. Das Kreuzrippengewölbe im hellen Innenraum ruht auf Rundpfeilern; in die Vierung und den Chor sind Sterngewölbe eingezogen. Die ehemalige, teils figürliche Ausmalung, ist verloren gegangen. Die Kirche wird seit 2011 umfassend saniert.

## Ausstattung
Die Erstausstattung aus der Zeit zwischen 1890 und 1906 ist fast vollständig erhalten.
- die Reliefs der beiden Flügelaltäre
- Der Schrein des Hauptaltars, das Chorgestühl und der Kreuzweg stammen aus der Werkstatt Hellermann & Scharwitz.
- Der Schrein des Rosenkranzaltars, die Kirchenbänke und das Missionskreuz wurden in der Werkstatt Josef Dickerhoff gefertigt.
- Die drei Altäre wurden 1955 neu gefasst.

## Orgel
Aus dem Jahr 1998 stammt die Orgel. Sie wurde von der westfälischen Orgelbaufirma Sauer erbaut. Das Instrument hat 44 Register auf drei Manualen und Pedal. Die Spieltraktur ist mechanisch, die Registertraktur elektrisch. 
| I Solowerk C–a3 |        |
| Rohrflöte       | 8′     |
| Salicional      | 8′     |
| Blockflöte      | 4′     |
| Nasat           | 2 ⁄3′  |
| Oktavin         | 2′     |
| Terz            | 1 3⁄5′ |
| Cymbal 3f.      | 1′     |
| Clarinette      | 8′     |
| Glockenspiel    |        |
| Zimbelstern     |        |
| Tremulant       |        |

| II Hauptwerk C–a3 |       |
| Prinzipal         | 16′   |
| Prinzipal         | 8′    |
| Holzflöte         | 8′    |
| Gemshorn          | 8′    |
| Oktave            | 4′    |
| Rohrflöte         | 4′    |
| Quinte            | 2 ⁄3′ |
| Oktave            | 2′    |
| Cornett 5f.       | 8′    |
| Mixtur 5f.        | 2′    |
| Trompete          | 8′    |

| III Schwellwerk C–a3 |       |
| Bordun               | 16′   |
| Flûte harmonique     | 8′    |
| Holzgedackt          | 8′    |
| Gamba                | 8′    |
| Vox coelestis        | 8′    |
| Prinzipal            | 4′    |
| Querflöte            | 4′    |
| Doublette            | 2′    |
| Quinte               | 1 ⁄3′ |
| Fourniture 5f.       | 2 ⁄3′ |
| Basson               | 16′   |
| Tromp. harmon.       | 8′    |
| Hautbois             | 8′    |
| Vox humana           | 8′    |
| Clairon              | 4′    |
| Tremulant            |       |

| Pedal C–f1     |         |
| Prinzipalbass  | 16′     |
| Subbass        | 16′     |
| Quinte         | 10 2⁄3′ |
| Prinzipalbass  | 8′      |
| Gedeckt        | 8′      |
| Choralbass     | 4′      |
| Hintersatz 4f. | 2 ⁄3′   |
| Posaune        | 16′     |
| Trompete       | 8′      |
| Clairon        | 4′      |

- Koppeln: I/II, III/II, III/I, I/P, II/P, III/P
- Spielhilfen: 256-fache Setzeranlage, Sequenzer, Crescendowalze

## Glocken
Die Liebfrauenkirche besitzt insgesamt fünf Glocken. Die Glocken 1–4 hängen im Kirchturm; sie wurden 1954 beim Bochumer Verein aus Gussstahl gegossen und sind von sehr guter Qualität. Einzelglocke 5 ist aus Bronze und entstand 1990 bei Petit & Gebr. Edelbrock in Gescher. Sie hängt im Dachreiter über der Vierung.
| Nr. | Name             | Durchmesser | Gewicht ca. | Schlagton |
| --- | ---------------- | ----------- | ----------- | --------- |
| 1   | Maria            | 1795 mm     | 2230 kg0    | h°-5      |
| 2   | Joseph           | 1510 mm     | 1350 kg0    | d'-3      |
| 3   | Michael          | 1344 mm     | 935 kg      | e'-5      |
| 4   | Angelus          | 1182 mm     | 620 kg      | fis'-4    |
| 5   | Dachreiterglocke | 0470 mm     | 090 kg      | h"-2      |